# Палац Пусловських
 Палац Пусловських або Коссовський замок — пам'ятка архітектури Білорусі 19 століття в стилі неоготика. Розташований в Косово (Івацевицький район, Берестейська область, Білорусь).

## Історія
Родина Пусловських володіла містечком Косово з кінця 18 століття. Лише у 1838 році підприємець Войцех Пусловський розпочав будівництво нового палацу на західній стороні села. Проект створив архітектор Франциск Яшчольд (або Ящелд, 1808–1873). Він же і розпочав будівництво, яке закінчували у 1848 році. Маєтком вже володів син — Вандалін Пусловський.

## Палацова споруда
Видовжена споруда палацу симетрична, а в її композиції використані принципи побудови пізнього класицизму. Але об'єми палацу і його декор відсилали глядача до середньовічних споруд — готичні вікна, вежі, що височили над корпусами палацу, зубці, як на фортечних мурах, вузькі фортечні амбразури. Кількість залів перевищувала сто тридцять (130) кімнат. Величну споруду замку-палацу порівнювали с замком самих Гогенцоллернів, розташовану у в Каменець-Зембаветському (тепер це територія Польщі). Є свідчення, що палац мав центральне водяне опалення. Каміни в залах мали декоративну функцію, як і коштовні гобелени.

## Парк садиби
Проект парку садиби створив Владислав Марконі. Він же працював над створенням интер'єрів палацу разом з декоратором Франциском Жмуркою. Владислав Марконі розпланував парк на трьох терасах. Його загальна площа — сорок гектарів. Була збережена також регулярна частина неподалік споруди замку, збережена з 18 століття. Далі ішов пейзажний парк. Дві нижні тераси розтяглися на 60 метрів, хоча перепад висоти був невеликим — приблизно чотири метри. Була і мережа ставків.

## Покарання російського царя
За участь володарів замку в польському національно-визвольному повстанні палац у Пусловских в 1864 році конфіскував російський імператор. Серед нових володарів садиби — російські князі Трубецькі та Ольденбурзькі. Нові володарі дивилися на маєток як на військовий трофей. Звідси поздирали і вивезли усе, що вважали коштовним, а палац — покинули.

## В 20 столітті

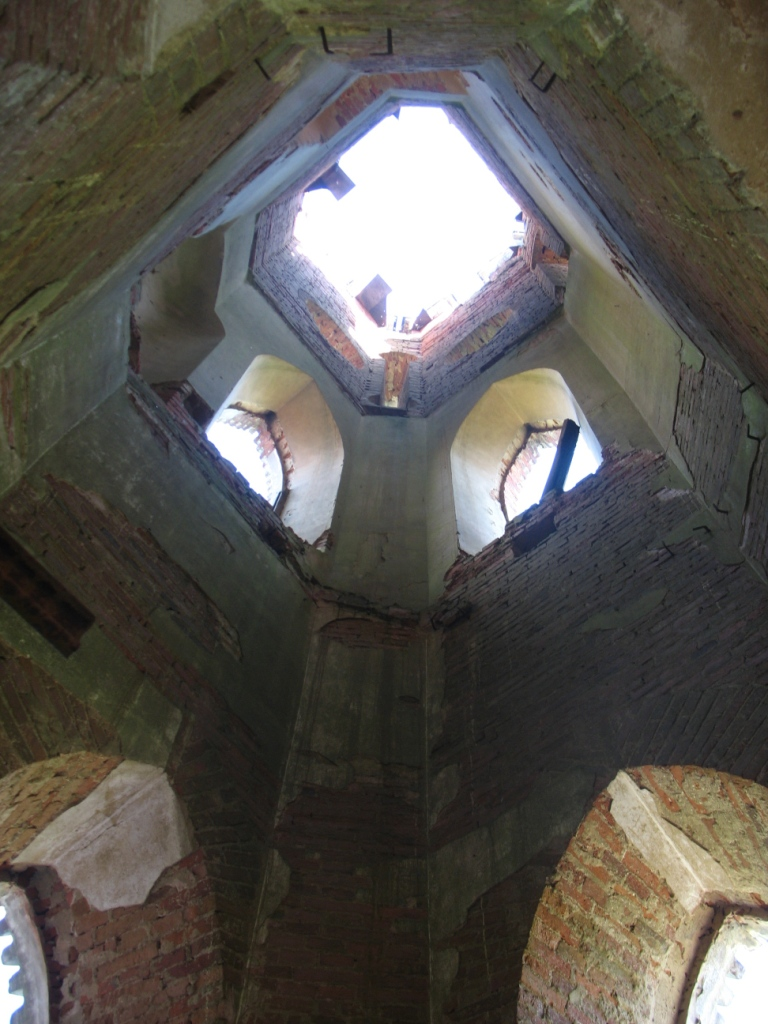
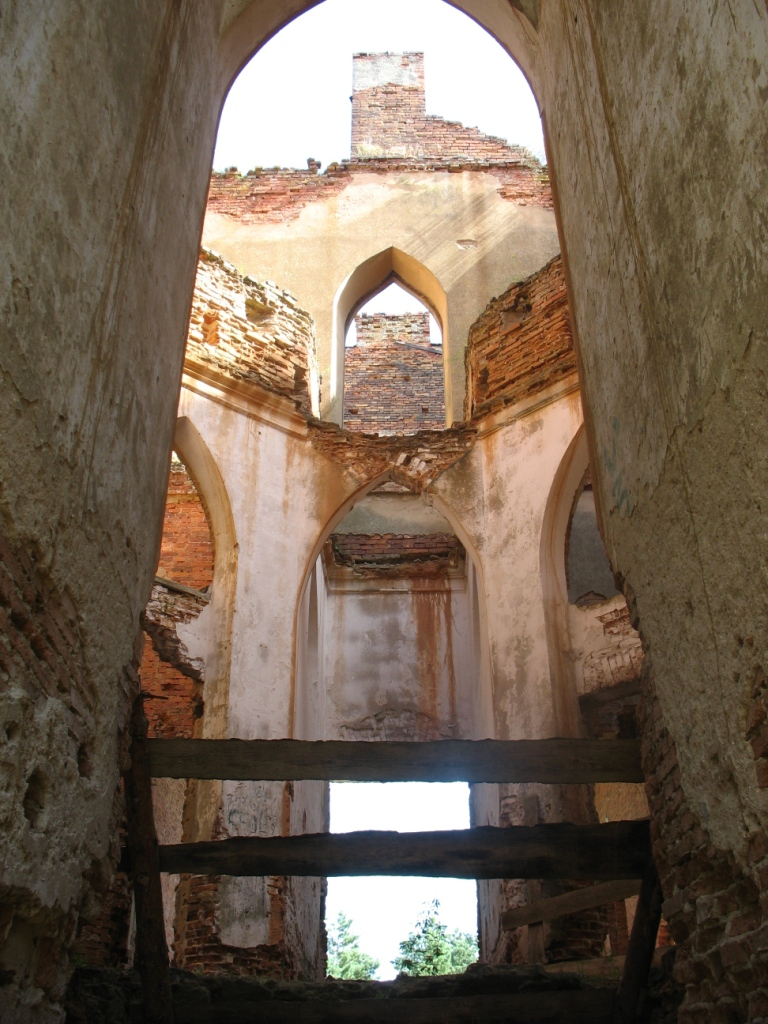

В роки панування Польщі, що відновила свою державність, після 1917 року приміщення використовували як староство, а його підмурки — як місцеву в'язницю. В роки другої світової війни палац підпалили. Існує декілька версій щодо пожежі. Але палац горів десять днів.
В роки війни та в повоєнні десятиліття палац стояв без дахів. Його руйнація продовжилась, і вже в мирні часи обвалилися останні склепіння. Частка стін розібрана на будматеріали і вкрадена. В середині 1970-х років була спроба відремонтувати палац, але вона закінчилася нічим. Палац наново покинули.
В незалежній Білорусі палац Пусловських не входив до переліку історично цінних споруд, які слід відновити у першу чергу. Ініціативу рятування пам'ятки підняли знизу, від Коссовського міськвиконкому. На пам'ятку «Палац Пусловських» звернули увагу і активісти — студенти історичного факультету Білоруського державного університету. Студенти розташували волонтерське містечко поблизу руїн палацу і зробили спроби упорядкувати територію навколо споруди. Кампанія по рятуванню споруди отримала назву «Коссовському палацу — жити!» Але без державної підтримки врятувати велетенську будівлю неможливо.

## Галерея

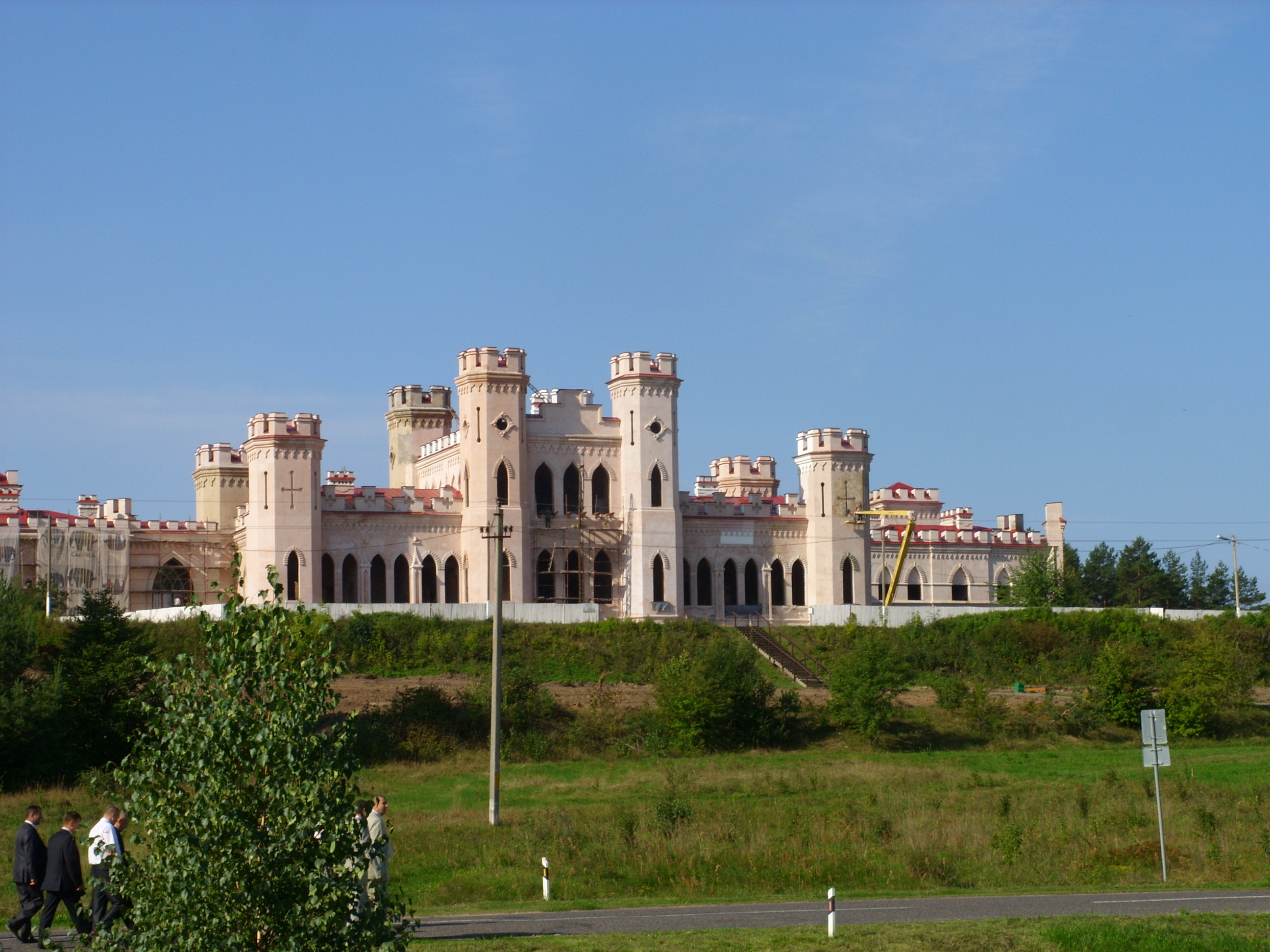
Палац Пусловських, реставрація, 2012 р.

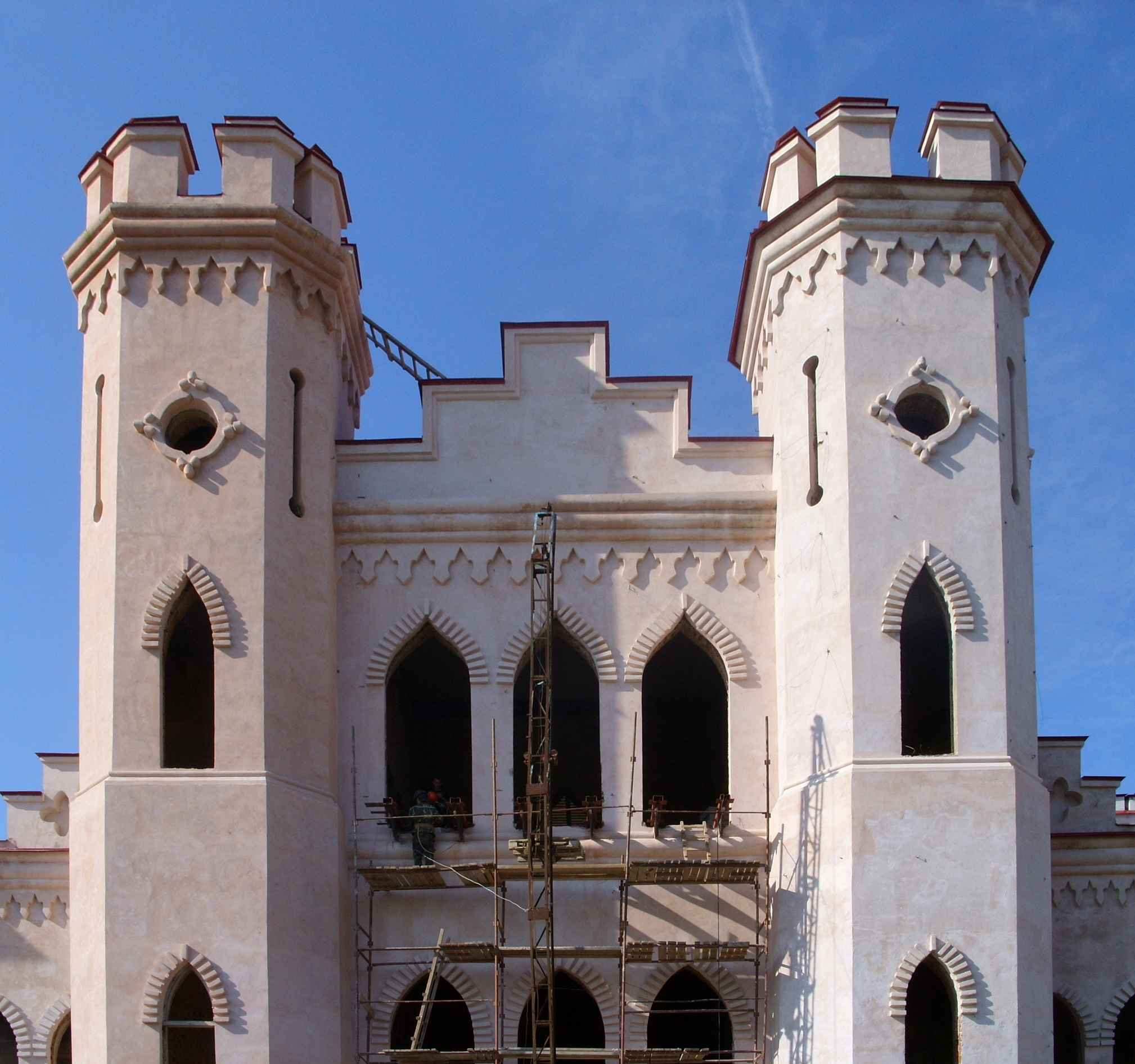
Палац Пусловських, відновлення фасаду, 2012 р.

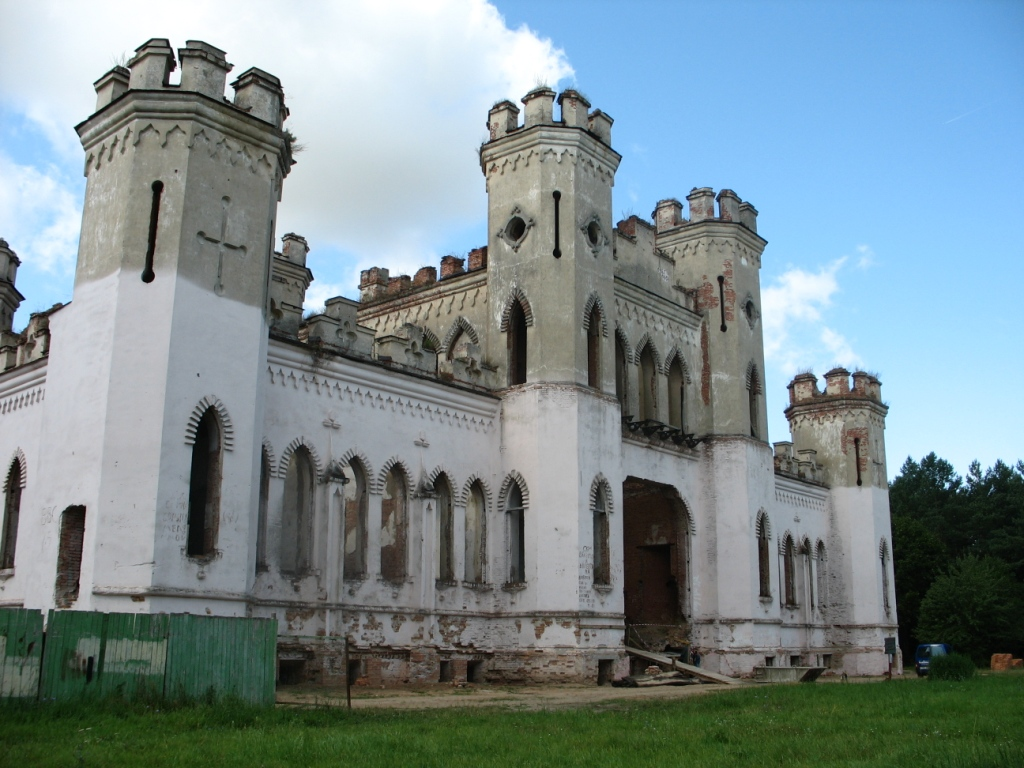
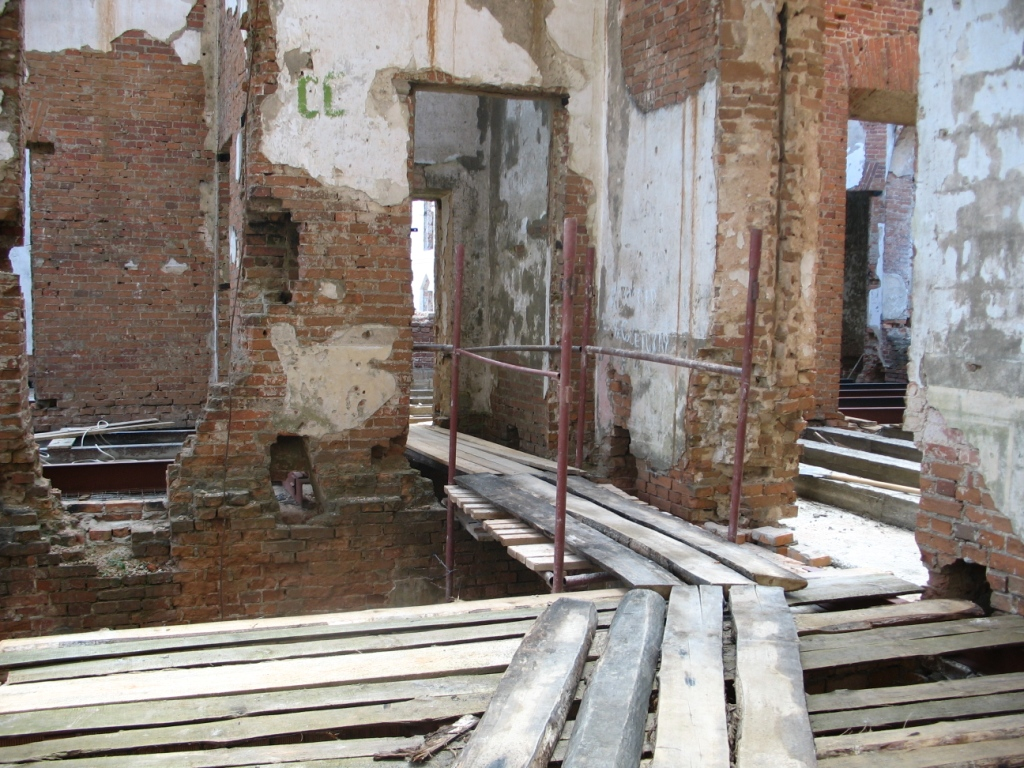
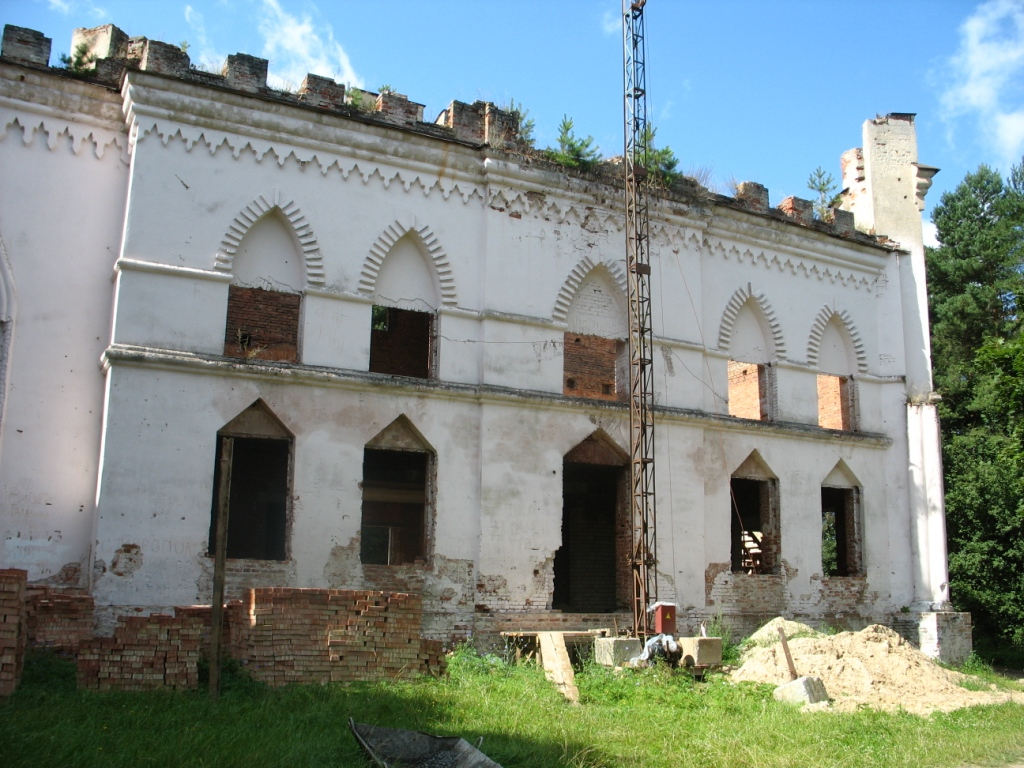
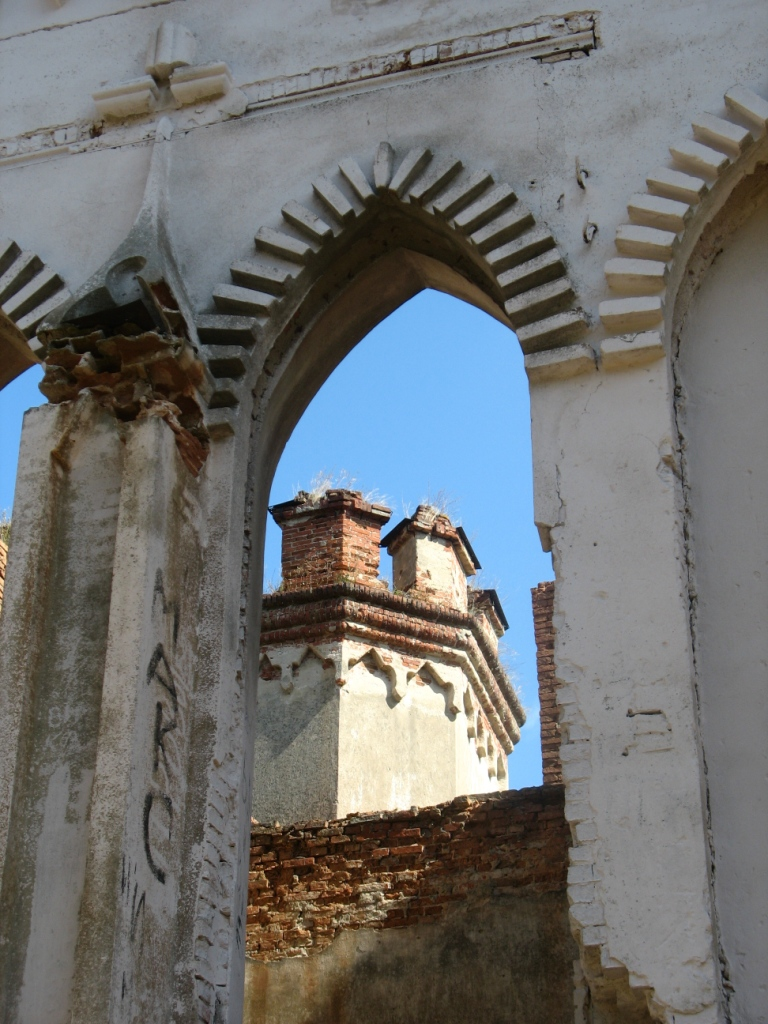
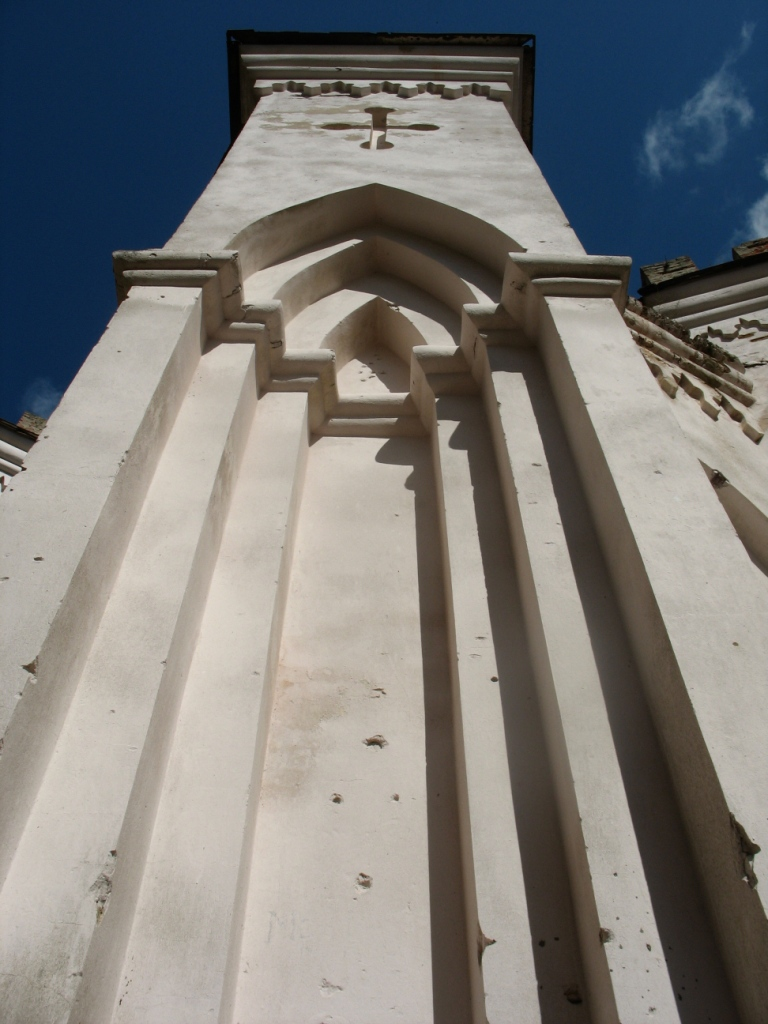
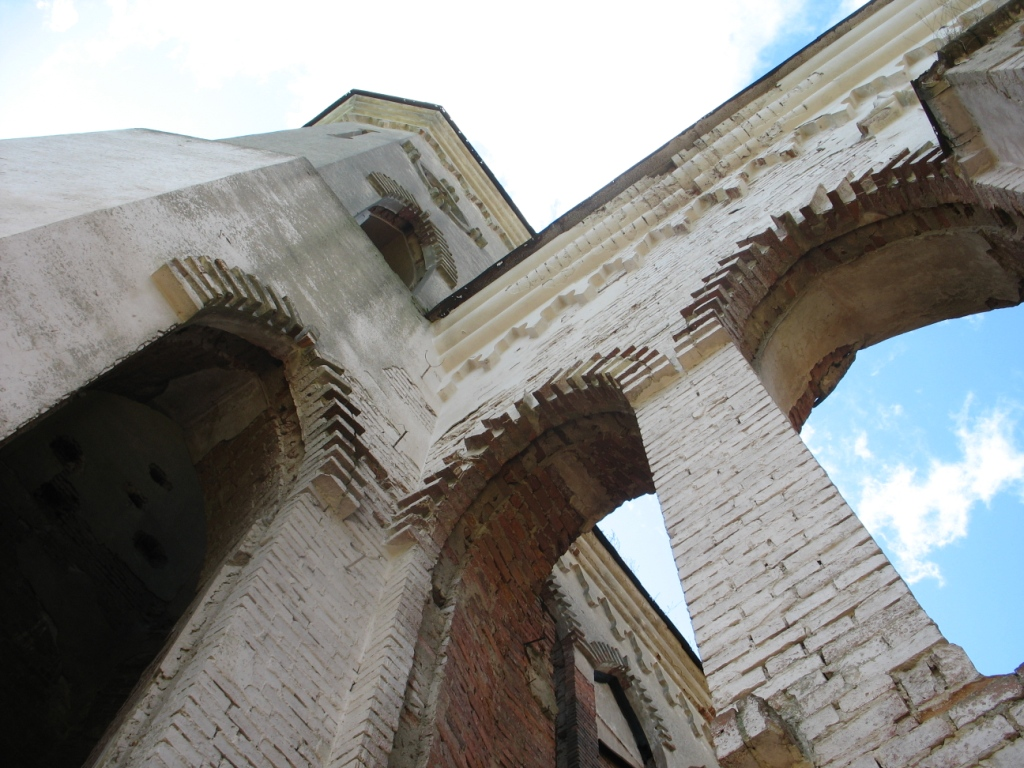
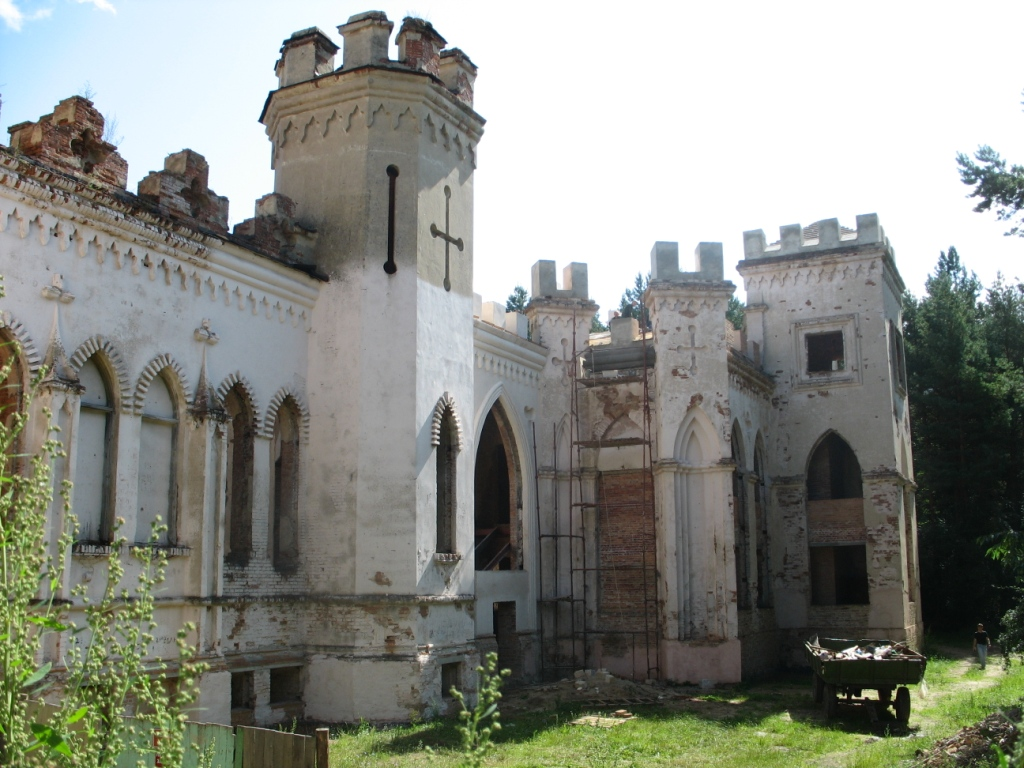
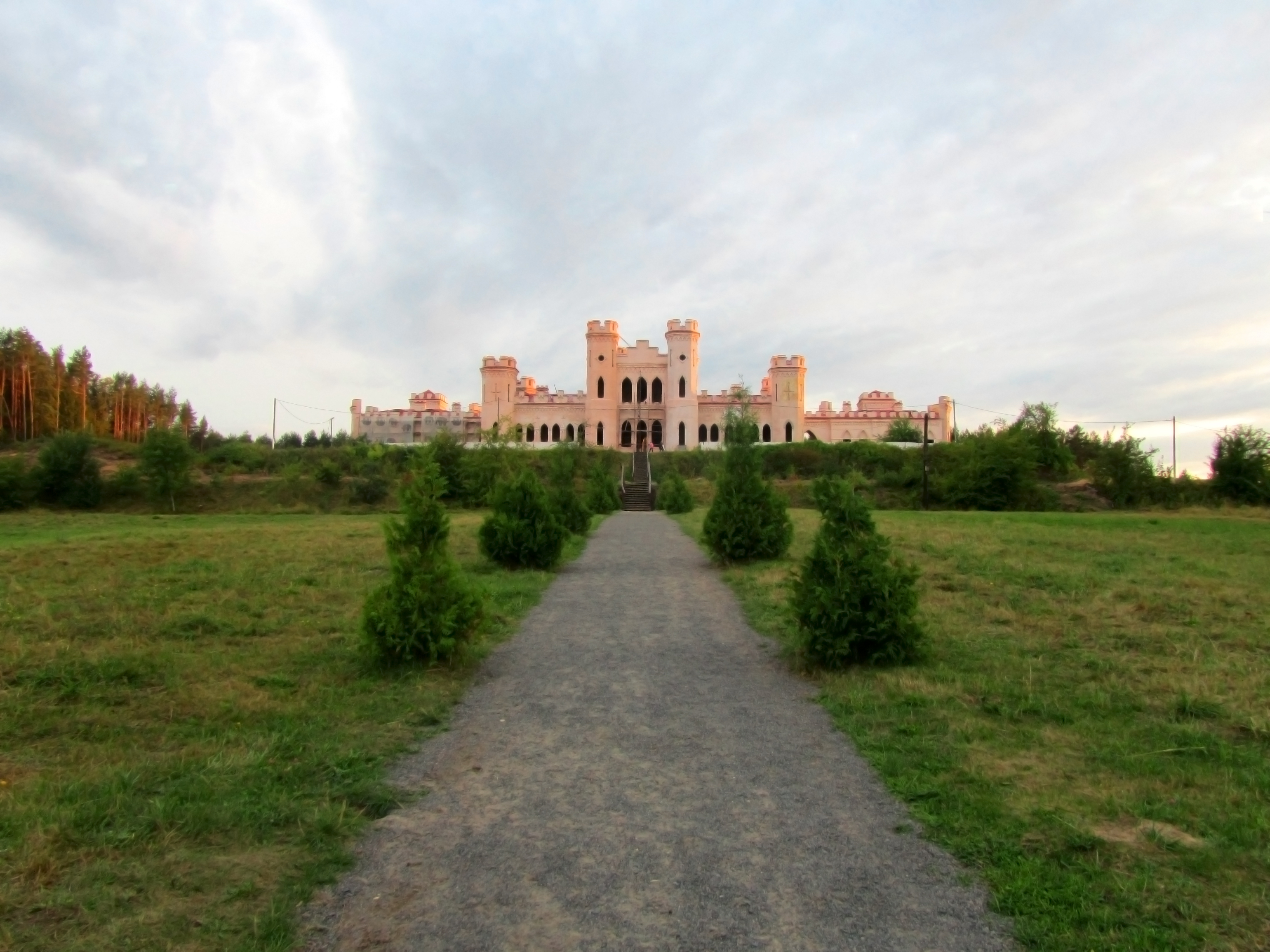
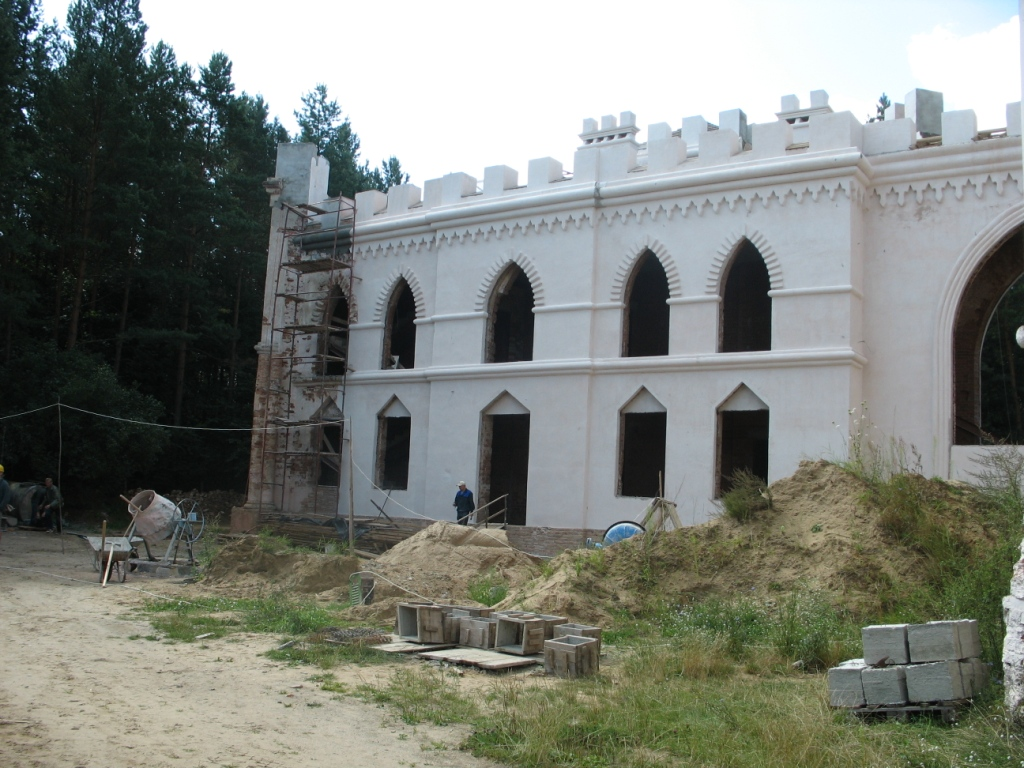

## Для туристів
Розміщення палацу — Білорусь, Брестська область, Івацевицький район, місто Косово. Сучасний Косово — розташований за 15 кілометрів від траси «Брест — Мінськ — Москва». Руїни палацу — за три кілометри від міста в лісі, що виріс на місці колишнього пейзажного парку.